# Velonades
Velonades (griechisch Βελονάδες (m. pl.)) ist ein Dorf im Nordwesten der griechischen Insel Korfu. Zusammen mit den Siedlungen Kounavades, Livadi und Psathylas bildet Velonades die Ortsgemeinschaft Velonades (Τοπική Κοινότητα Βελονάδων Topikí Kinótita Velonádon) im Gemeindebezirk Esperies der Gemeinde Voria Kerkyra und zählt insgesamt 863 Einwohner.

## Gliederung und Einwohnerentwicklung
Einwohnerentwicklung von Velonades
| Name       | griechischer Name   | Code       | 1920 | 1928 | 1940 | 1951 | 1961 | 1971 | 1981 | 1991 | 2001 | 2011 |
| ---------- | ------------------- | ---------- | ---- | ---- | ---- | ---- | ---- | ---- | ---- | ---- | ---- | ---- |
| Velonades  | Βελονάδες           | 3203030101 | 368  | 797  | 861  | 886  | 823  | 424  | 392  | 388  | 473  | 392  |
| Kounavades | Κουναβάδες (m. pl.) | 3203030102 | 76   | 207  | 213  | 135  | 144  | 111  | 88   | 74   | 92   | 48   |
| Livadi     | Λιβάδι (n. sg.)     | 3203030103 |      |      |      |      |      | 323  | 322  | 348  | 331  | 351  |
| Psathylas  | Ψαθύλας (m. sg.)    | 3203030104 |      |      |      |      |      |      |      | 59   | 62   | 72   |
| Gesamt     | Gesamt              | 32030301   | 444  | 1004 | 1074 | 1021 | 967  | 858  | 802  | 869  | 958  | 863  |